# Rivolta dei Dungani (1895-1896)
La rivolta dei Dungani (1895-1896) fu una ribellione di vari gruppi etnici musulmani cinesi in Qinghai e Gansu, contro la dinastia Qing. Ebbe origine da una violenta disputa tra due ordini Sufi della stessa setta. La setta degli Yihewani ispirata ai Wahhabi si unì e incoraggiò la rivolta, che fu schiacciata dai musulmani lealisti.

## Rivolta
La rivolta scoppiò nello stesso luogo della rivolta Jahriyya del 1781 e per le stesse ragioni, violenza settaria tra due ordini Sufi Naqshbandiyya. Dopo che i Sufi rivali Naqshbandiyya e altri ordini spirituali avevano combattuto e si erano accusati a vicenda di vari misfatti, invece di continuare la violenza decisero di usare il sistema legale dei Qing per risolvere la disputa. Presentarono opposte cause legali attraverso l'ufficio della prefettura di Xining e il giudice decise di non emettere una sentenza su quale gruppo fosse superiore all'altro in materia di tutti gli affari islamici, esortandoli a comportarsi legalmente. Di conseguenza, entrambi i gruppi fecero ricorso alla violenza. La dinastia Qing inviò un daotai per annientare gli autori delle violenze, che si conclusero con gravi perdite. Ciò spinse le parti coinvolte nella disputa a ribellarsi entrambe contro i Qing.
A Xunhua in Qinghai, le masse di Hui, Dongxiang, Bonan e Salar furono incitate alla rivolta contro i Qing dal capo della moschea Huasi, Ma Yonglin. Da parte del brigadier generale Tang Yanhe venne chiesto ai soldati di sterminare i ribelli. Ma Dahan fece un accordo con il compagno Dongxiang Ma Wanfu quando si ribellò alla dinastia Qing. A Hezhou, Didao e Xunhua venne detto di unirsi alla ribellione. Tiaoheyan, Sanjiaji e Guanghe furono concordati come punti in cui organizzare una posizione difensiva e si impegnarono a non capitolare.
Il Wahhabi Ma Wanfu ispirò la setta degli Yihewani a considerare il "nuovo insegnamento" e gli Yihewani incoraggiarono la ribellione.
Il governatore generale Yang Changjun inviò un esercito per sedare la ribellione.
Dong Fuxiang, il comandante in capo della Kashgaria (Kashgar), ricevette un ordine telegrafico secondo il quale, lui e il generale Ma Xinsheng, avrebbero dovuto raggiungere i distretti in rivolta a marce forzate. Le sue truppe musulmane lealiste cinesi, guidate da ufficiali musulmani come Ma Anliang, Ma Guoliang, Ma Fuxiang e Ma Fulu, stroncarono la rivolta, stando a quanto riferito, tagliando le teste e le orecchie dei ribelli. Dopo questo risultato Dong ricevette il grado di generalissimo. Le truppe di Dong Fuxiang di Hezhou erano armate con Mauser e Remington, che erano moderne armi europee, appena arrivate da Pechino. Le loro nuove armi surclassarono quelle a lama e i cannoni ad avancarica dei ribelli musulmani e li uccisero in battaglia.
La cavalleria musulmana di Ma Anliang sconfisse i ribelli musulmani nelle montagne Oxheart e sollevò l'assedio di Hezhou il 4 dicembre. Ma Anliang condusse le truppe di cavalleria Hui a massacrare i ribelli musulmani Salar che, disarmati, avevano accettato di negoziare in occasione di un banchetto, dicendo loro "Denunciami come musulmano se ti inganno". Dopo aver stroncato la rivolta ricevette il grado di generale dello Xinjiang e colonnello di Hezhou. I generali musulmani lealisti guidarono le loro truppe a realizzare massicci massacri di musulmani ribelli, decapitandoli e tagliato loro le orecchie. Si diceva che il sangue musulmano colorasse il berretto rosso di Ma Anliang e che le teste musulmane fossero utilizzate per costruire gli uffici di Ma Fuxiang e Ma Fulu.
Nel 1895 Ma Anliang revocò l'assedio di Xining con quattro ying (ying è un'unità cinese per indicare un battaglione).
Ma Wanfu si arrese mentre i generali lealisti musulmani cinesi, Ma Anliang e Dong Fuxiang, arrivavano per annientare i musulmani ribelli, e Ma Dahan fu ucciso mentre combatteva.
Ma Yonglin (Ma Yung-lin), suo figlio, e oltre cento altri capi ribelli musulmani furono catturati e decapitati da Dong Fuxiang.
Il 2 agosto 1896, fu detto che i generali Qing effettuarono massacri su larga scala dei ribelli. In una zona ne furono uccisi 8 000 e le donne vendute come schiave.
Circa 400 musulmani di Topa (多巴镇|多巴) non aderirono alla rivolta e proclamarono la loro lealtà alla Cina. Una discussione tra un cinese Han e sua moglie musulmana portò a massacrare questi musulmani, quando lei minacciò che i musulmani di Topa avrebbero attaccato Tankar e avrebbero dato un segnale ai loro correligionari per alzarsi e aprire le porte bruciando i templi sulle colline. Il marito riferì la discussione ad un funzionario e il giorno dopo i musulmani vennero massacrati con l'eccezione di alcune ragazze musulmane che erano sposate con i cinesi Han.
Susie Carson Rijnhart disse che: "Tra i nostri pazienti più interessanti c'era un vecchio, cinese di nascita ma che possedeva il coraggio e l'audacia di un tibetano, che era stato nominato capo di oltre cinquanta uomini locali, e un mattino aveva deciso di aiutare alcuni cinesi in un villaggio adiacente a respingere un attacco dei ribelli: uno dei suoi uomini, un falegname, lo aveva pugnalato al gomito, alcuni dicevano perché il primo era al soldo dei musulmani, che erano ansiosi di liberarsi di un avversario così abile come Cheo Lao-yeh, il vecchio. Ricordavano la sua efficienza nella precedente ribellione, in cui, sebbene ferito sette volte, aveva inflitto loro una sconfitta schiacciante. La spinta infida gli aveva procurato una brutta ferita al braccio, ma la famiglia era ricca e, di conseguenza, in grado di dargli ogni attenzione, mentre io non gli risparmiavo i dolori per aiutarlo a guarire, ed ogni giorno migliorava. Sua moglie era una mongola. L'unica sua figlia era una giovane attraente, una ventenne vestita con il costume mongolo, che le stava molto bene, mentre il suo grazioso bambino completava il gruppo familiare e aggiungeva molta gioia alle ore solitarie del vecchio. Molti erano i regali e le bontà incalcolabili che ci fece quest'uomo, e quando in seguito morì mentre noi eravamo lontani da casa, prima di morire chiese a sua figlia di regalare a ciascuno di noi un rosario che aveva indossato, doni che apprezzammo molto perché sapevamo erano segni di sincera gratitudine e amore".
I generali Dong Fuxiang, Ma Anliang e Ma Haiyan erano stati chiamati a Pechino durante la prima guerra sino-giapponese nel 1894, ma scoppiò la rivolta dei Dungani e furono successivamente inviati a schiacciare i ribelli.
A causa della ribellione, nel villaggio di Xiaoqiaopan, dove risiedevano Han cinesi della Mongolia interna, vennero create procedure difensive da parte dei preti cattolici belgi.
Nel corso della rivolta morirono circa 100 000 uomini.